# 文茨皮尔斯I站
文茨皮尔斯I站是文茨皮尔斯-图库姆斯铁路线上的一个火车站，该车站建于1901年，是该铁路线的首末站。